# Kimberly Williams (athlétisme)
Kimberly Williams (née le 3 novembre 1988 dans la paroisse de Saint-Thomas) est une athlète jamaïcaine, spécialiste du triple saut.

## Biographie
Elle se distingue en catégorie junior en remportant à quatre reprises, de 2003 à 2007, les Jeux de la CARIFTA, et en se classant deuxième des Championnats panaméricains juniors 2007.
Médaillé de bronze aux Championnats d'Amérique centrale et des Caraïbes de 2009, elle est éliminée au stade des qualifications lors des Championnats du monde 2009 et 2011. 
En 2012, Kimberly Williams se classe cinquième des Championnats du monde en salle d'Istanbul (14,27 m). En Ligue de diamant, elle termine deuxième des meetings de New-York, Monaco et Birmingham, occupant finalement la troisième place du classement général final. Elle se classe sixième des Jeux olympiques en réalisant un triple-bond à 14,48 m.
En 2013, la Jamaïcaine échoue au pied du podium des Championnats du monde de Moscou avec un nouveau record personnel à 14,62 m, échouant pour seulement 3 centimètres de la médaille de bronze de l'Ukrainienne Olha Saladukha.
En mars 2014, Kimberly Williams participe aux Championnats du monde en salle de Sopot : médaillée de bronze avec un saut à 14,39 m (record personnel en salle), la native de Saint-Thomas était proche de remporter le titre mondial (la Russe Ekaterina Koneva avec 14,46 m) : En effet lors de son 4e essai, Williams réalise un triple-bond aux alentours de 14,80 m mais celui-ci est mordu de deux centimètres, bien qu'il n'y ait pas de marque sur la planche. Puis, à son 6e essai (saut à 14,39 m), la Jamaïcaine était à 24 centimètres de la planche, ce qui aurait réalisé un saut à 14,63 m.
En août suivant, elle remporte son premier titre international majeur en s'imposant aux Jeux du Commonwealth avec 14,21 m. Le 3 juillet 2016, elle devient championne de Jamaïque avec un saut à 14,66 m (+ 2,6 m/s) puis se classe 7e des Jeux olympiques de Rio (14,53 m).
Le 13 mai 2017 à Saint-Martin, elle saute 14,32 m puis confirme 4 jours plus tard à Baie-Mahault avec 14,35 m, toutefois battue par Yulimar Rojas (14,67 m, WL).
Le 3 mars 2018, Kimberly Williams participe à la finale des championnats du monde en salle de Birmingham : elle débute par un saut à 14,37 m, ce qui la place en tête du concours. Elle l'améliore ensuite à 14,41 m, record personnel, qu'elle améliore de nouveau au troisième essai avec 14,48 m. À sa quatrième tentative, elle saute à 14,31 m puis mord à sa cinquième, tandis que la tenante du titre Yulimar Rojas saute à 14,63 m. À son dernier essai, elle doit se contenter de 14,32 m mais décroche à 29 ans la médaille d'argent derrière Rojas (14,63 m) et devant l'Espagnole Ana Peleteiro. Le 10 avril, au terme d'un sixième essai mesuré à 14,64 m (record personnel), Kimberly Williams conserve son titre aux Jeux du Commonwealth de Gold Coast. Elle réalise un doublée avec sa compatriote Shanieka Ricketts, seconde avec 14,54 m, tandis que la Dominicaine Thea Lafond termine à la troisième place (13,92 m). Le 30 août, elle se classe troisième des finales de la Ligue de Diamant à Zurich avec un meilleur saut à 14,47 m, derrière sa compatriote Shanieka Ricketts et la Colombienne Caterine Ibargüen.

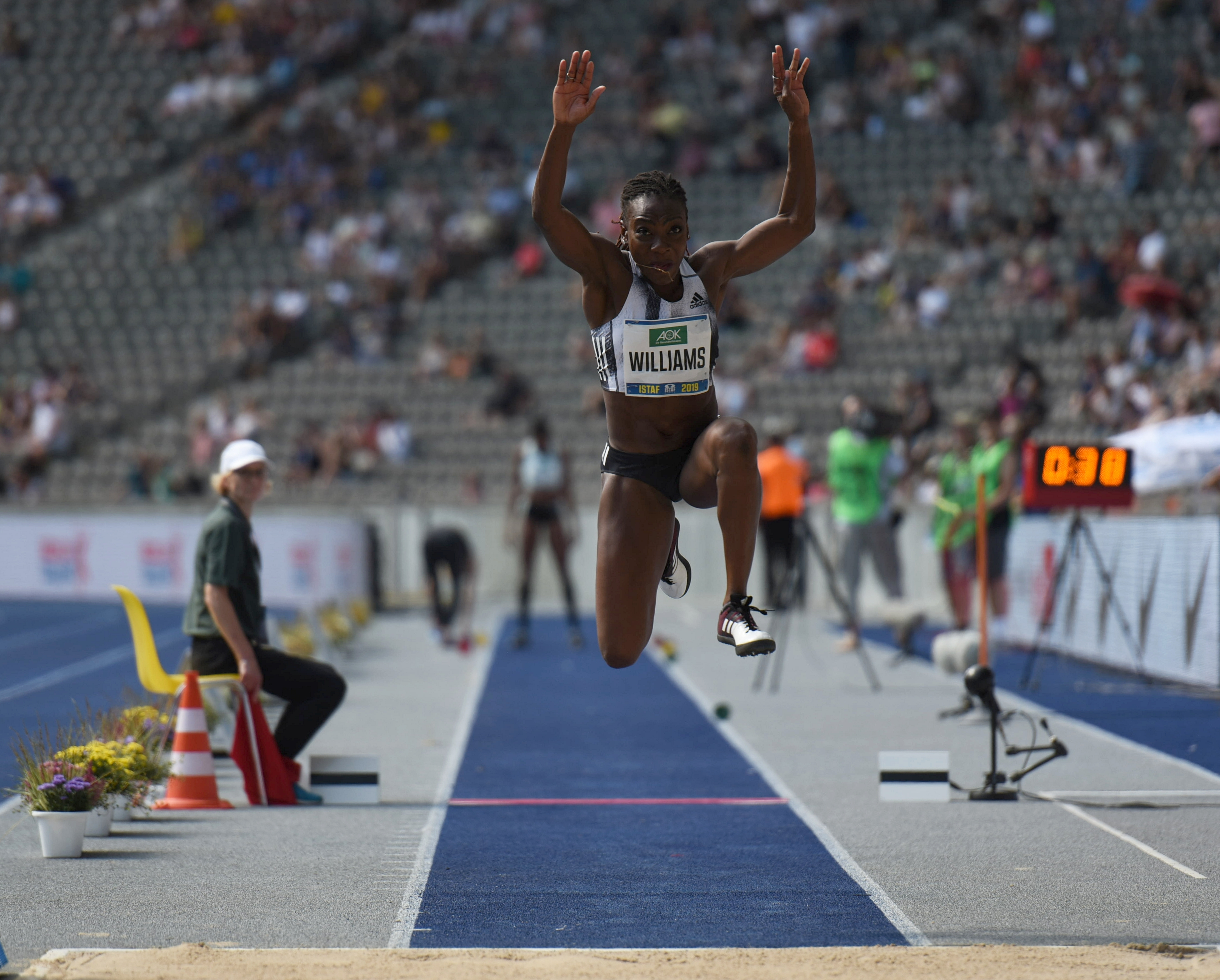
Williams, 2019

Le 29 août 2019, elle prend la septième place des finales de la Ligue de Diamant à Zurich avec une marque de 14,10 m. Le 5 octobre aux championnats du monde de Doha, elle échoue au pied du podium avec un bond à 14,64 m, record personnel égalé, à 9 centimètres de la médaille de bronze remportée par Caterine Ibargüen. 

## Palmarès
| Date | Compétition                    | Lieu             | Résultat | Marque  |
| ---- | ------------------------------ | ---------------- | -------- | ------- |
| 2012 | Championnats du monde en salle | Istanbul         | 5e       | 14,27 m |
| 2012 | Jeux olympiques                | Londres          | 6e       | 14,48 m |
| 2012 | Ligue de diamant               | Ligue de diamant | 3e       | détails |
| 2013 | Championnats du monde          | Moscou           | 4e       | 14,62 m |
| 2013 | Ligue de diamant               | Ligue de diamant | 3e       | détails |
| 2014 | Championnats du monde en salle | Sopot            | 3e       | 14,39 m |
| 2014 | Jeux du Commonwealth           | Glasgow          | 1re      | 14,21 m |
| 2014 | Ligue de diamant               | Ligue de diamant | 3e       | détails |
| 2014 | Coupe continentale             | Marrakech        | 4e       | 13,93 m |
| 2015 | Championnats du monde          | Pékin            | 5e       | 14,45 m |
| 2016 | Jeux olympiques                | Rio de Janeiro   | 7e       | 14,53 m |
| 2017 | Championnats du monde          | Londres          | 10e      | 14,01 m |
| 2018 | Championnats du monde en salle | Birmingham       | 2e       | 14,48 m |
| 2018 | Jeux du Commonwealth           | Gold Coast       | 1re      | 14,64 m |
| 2018 | Ligue de diamant               | Ligue de diamant | 3e       | 14,47 m |
| 2019 | Jeux panaméricains             | Lima             | 4e       | 14,15 m |
| 2019 | Ligue de diamant               | Ligue de diamant | 7e       | 14,10 m |
| 2019 | Championnats du monde          | Doha             | 4e       | 14,64 m |
| 2021 | Jeux olympiques                | Tokyo            | 8e       | 14,51 m |
| 2022 | Championnats du monde en salle | Belgrade         | 3e       | 14,62 m |
| 2022 | Championnats du monde          | Eugene           | 7e       | 14,29 m |
| 2023 | Championnats du monde          | Budapest         | 7e       | 14,38 m |
| 2023 | Ligue de diamant               | Ligue de diamant | 3e       | 14,61 m |
| 2024 | Championnats du monde en salle | Glasgow          | 7e       | 14,07 m |

## Records
| Épreuve     | Épreuve   | Marque  | Lieu     | Date         |
| ----------- | --------- | ------- | -------- | ------------ |
| Triple saut | Plein air | 14,69 m | Doha     | 28 mai 2021  |
| Triple saut | En salle  | 14,62 m | Belgrade | 20 mars 2022 |